# Богданешти (Трајан)
Богданешти (рум. Bogdănești) насеље је у Румунији у округу Бакау у општини Трајан. Oпштина се налази на надморској висини од 233 m.

## Становништво
Према подацима из 2011. године у насељу је живело 547 становника.